# 한신코쿠도역
한신코쿠도역(일본어: 阪神国道駅, はんしんこくどうえき)은 일본 효고현 니시노미야시에 있는 한큐전철 이마즈 선의 역이다. 역 번호는 HK-22이다.

## 역사
- 1927년 5월 10일: 한신 급행전철(현, 한큐전철) 이마즈 선의 니시노미야키타구치 ~ 이마즈 역 구간에 신설 개통[3].
- 2013년 12월 21일: 역 번호 도입.

## 역 구조
상대식 승강장 2면 2선의 고가역이다. 이마즈 선이 국도의 위치에 있어 개통 당초에는 고가역이었다. 분기기, 절대 신호가 없어 정류장으로 분류된다.
1984년에 니시노미야키타구치 역에서 이마즈 선이 분단되기 전에는 다카라즈카 역까지 직통하였기 때문에 승강장 유효 길이는 6량 편성 대응이지만 분단 후에는 3량 편성의 열차만 발착하지 않았기 때문에 승강장의 니시노미야키타구치 방향에는 울타리가 있다. 또한, 승강장의 이마즈 방향에 있는 신호기는 분단 직전에 설치되어 분단 이후부터 운용을 시작한 것이다.
역사(개찰구)는 이마즈 방향의 1개소 뿐이고 1층에 있다. 국토교통성의 2006년도의 계획 아래 배리어 프리화 공사를 하여 2007년 3월까지 계단부의 개량, 엘리베이터 설치, 화장실 개선, 보도(국도 제2호선)에서 개찰구까지 단차 해소가 완성되었다.
이마즈 역과의 역간 거리는 700m이므로 직선에서 육안으로도 두 역의 승강장에서 확인할 수 있다. 이는 한큐 전철에서 가장 짧은 역간 거리이다. 과거, 이마즈 역이 지상역 시절에는 고가도로 상의 본 역에서 이마즈 역으로 가는 사이에 40퍼밀의 급경사가 존재했었다.

### 승강장
| 서측 | ■ 이마즈 선(하행) | 니시노미야키타구치・오사카・고베・교토・다카라즈카 방면 |
| 동측 | ■ 이마즈 선(상행) | 이마즈 행                                               |

## 역 주변
역명과 같이 바로 남쪽에서 "한신 국도"(국도 제2호선)와 교차한다. 역의 동쪽에는 모리나가 유업 긴키 공장이 있는 등 공업 지대이지만 서쪽이나 남쪽은 대부분 주택지이다. 또한, 역 동쪽에는 과거 아사히 맥주 니시노미야 공장이 인접하고 있었지만 폐쇄되어, 시설은 이미 해체되었다. 이 공장이 가동되고 있었을 때 한신 고시엔 구장에서 프로 야구 등의 경기 당일 제조 직후의 맥주가 직송되고 있었다. 이 공장 철거지의 이용에 대해서는 서쪽의 약 절반(역 인접지)을 니시노미야 시립 중앙 병원과 효고 현립 니시노미야 병원을 통합한 새 병원의 건설 용지로 하는 것이 2014년 11월에 정해졌는데, 만일 두 병원의 통합이 2020년 3월 31일까지 마련되지 않으면 아사히 맥주가 용지를 환매하게 되어 있다.
- 니시노미야 아야하(아야는)우체국
- 니시노미야 시립 후카츠 중학교
- 니시노미야 시립 후카츠 초등 학교
- 서일본여객철도(JR 서일본) 니시노미야 역 - 서쪽으로 약 800m.
- 일본연금기구 니시노미야 연금 사무소

## 사진

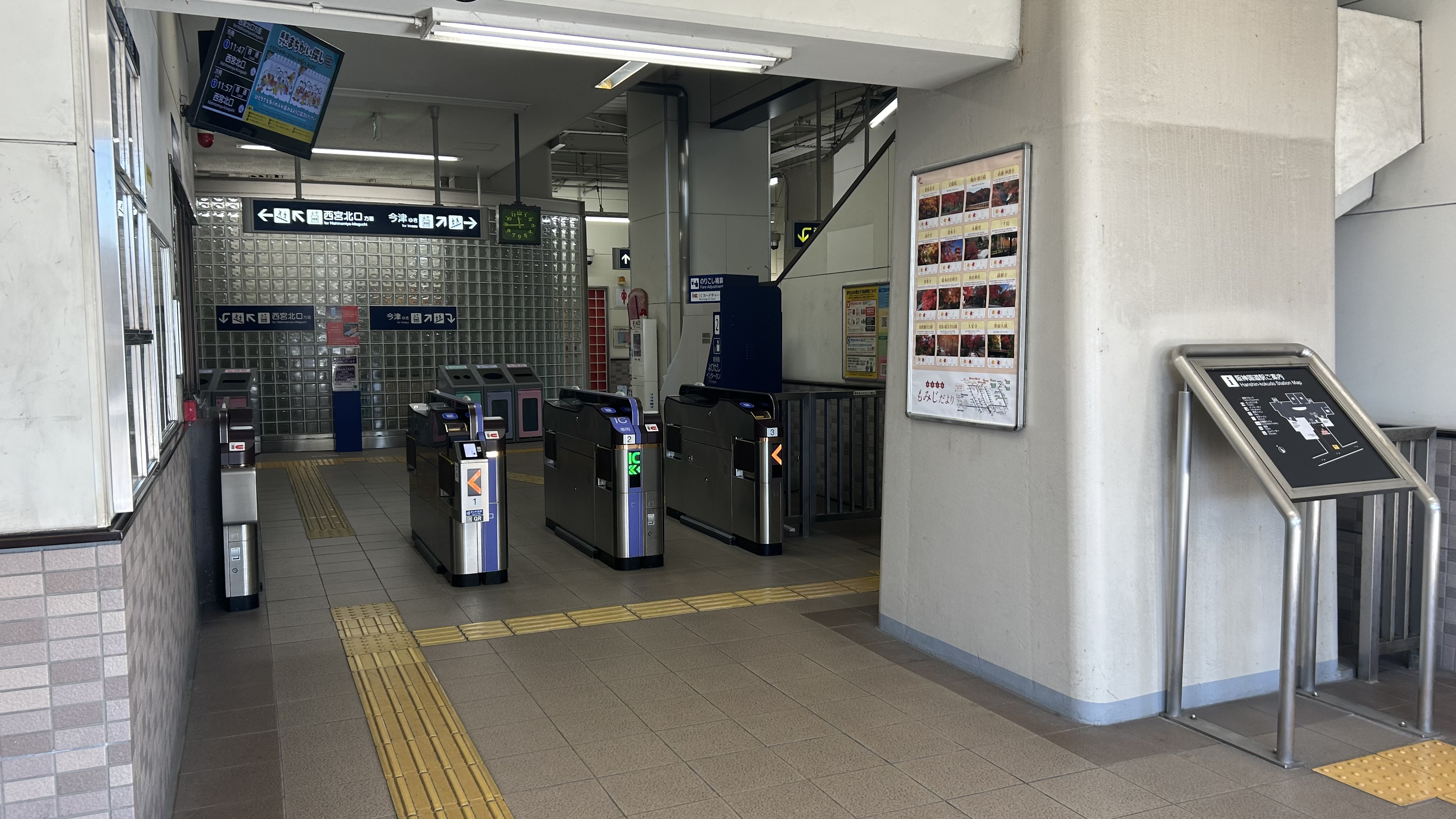
개찰구
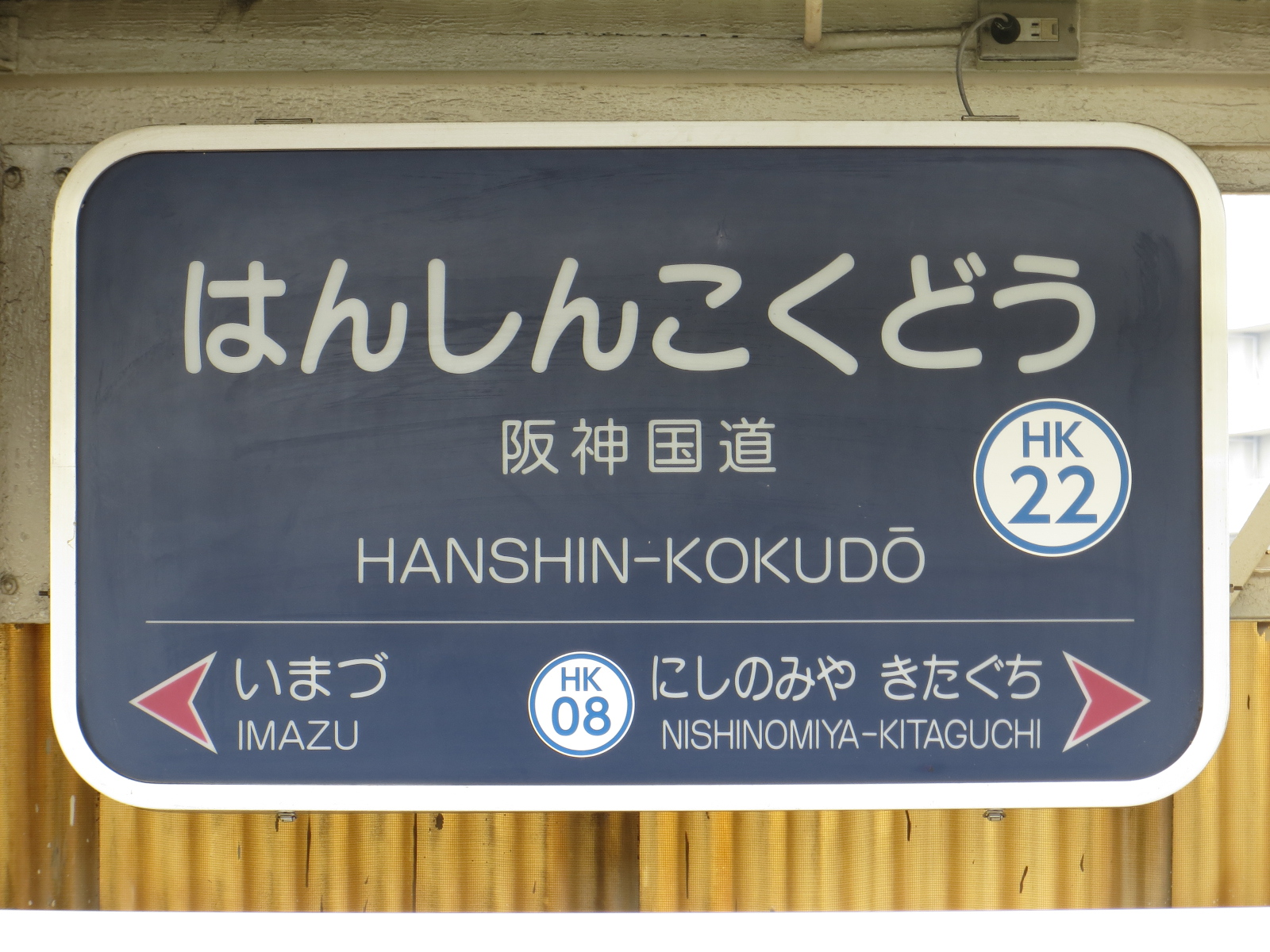
역명판

## 인접역
| 한큐 전철 ■ 이마즈 선(이마즈(남) 선)     | 한큐 전철 ■ 이마즈 선(이마즈(남) 선) | 한큐 전철 ■ 이마즈 선(이마즈(남) 선) |
| ---------------------------------------- | ------------------------------------ | ------------------------------------ |
| HK-08 니시노미야키타구치 다카라즈카 방면 |                                      | 이마즈 HK-21 이마즈 방면             |